# Federico Reparaz
Federico Reparaz y Chamorro (1869-1924) fue un periodista, dramaturgo y funcionario español. 

## Biografía
Nacido el 1 de septiembre de 1869 en la localidad jiennense de Linares, destacó como comediógrafo. Colaboró en periódicos como La Correspondencia de España. En su producción teatral se encuentran títulos como Tortosa y Soler, Los hijos artificiales, La doncella de mi mujer, El rival de sí mismo, Lluvia de hijos, La viuda alegre, El cardenal, La doncella de mi mujer, Pimpinela escarlata o Teodoro y compañía, en varios de los cuales colaboraría con otros dramaturgos de la época, además de traducir y adaptar al castellano obras de autores del extranjero. Falleció en Madrid el 9 de febrero de 1924 con cincuenta y cuatro años de edad.  Su padre, también llamado Federico Reparaz, fue músico y director de orquesta.
Perteneció al Cuerpo de Telégrafos, de cuya biblioteca fue jefe mucho tiempo, y a la Secretaría del Senado, de la que era oficial segundo en el momento de su fallecimiento.
Se realizaron adaptaciones al cine de sus obras, como El gran mentiroso (1953), basado en Los hijos artificiales, o ¡Vaya par de gemelos! (1978), protagonizada por Paco Martínez Soria.